# Tödi
Tödi är ett stort bergsmassiv i Glarner Alpen i Schweiz. Tödi har en högsta topp på 3 614 meter över havet och är det högsta i Glarner Alpen. Tödi är delvis glaciärtäckt.